# I〜誰か...
『I 〜誰か...』（アイ だれか）は、小松未歩の23枚目のシングル。2004年10月20日にGIZA studioより発売された。規格品番はGZCA-4023。

## 概要
- 「I 〜誰か...」では古井弘人、「sun and moon」では岡本仁志と、GARNET CROWの男性メンバー陣をアレンジャーに迎えた作品である。
- 購入特典として、ジャケット写真と同デザインのミニステッカーが封入されている。
- また、『Music Freak Magazine』の企画として、歌詞の最後の「誰か...」のあとに続く言葉（キャッチコピー）を考えるキャンペーンも行われた。

## 収録曲
全作詞・作曲／小松未歩
1. I 〜誰か...　編曲:古井弘人
日本テレビ系列音楽バラエティ番組『音楽戦士 MUSIC FIGHTER』2004年10月度POWER PLAY[1]
出版者:日本テレビ音楽
2. カムフラージュ　編曲:麻井寛史
出版者:ギザミュージック
3. sun and moon　編曲:岡本仁志
出版者:ギザミュージック
4. I 〜誰か... <instrumental>

## 楽曲の収録アルバム
- 『小松未歩 7 〜prime number〜』(#1)
- 『小松未歩 ベスト 〜once more〜』(#1)